# رودنیتسا (توتین)
رودنیتسا (به صربی: Rudnica) یک منطقهٔ مسکونی در صربستان است که در توتین، صربستان واقع شده‌است. رودنیتسا ۷۴ نفر جمعیت دارد.